# Newmanry
El Newmanry era una secció en Bletchley Park, l'estació dedicada a trencar el codi britànic durant la Segona Guerra Mundial. El seu treball consistia a desenvolupar i emprar mètodes mecànics en criptoanàlisi del xifrat Lorenz. El Newmanry porta el nom del seu fundador i cap, Max Newman. Va ser responsable de les diverses màquines Robinson i de deu ordinadors Colossus.

## Llista de personal i lloc de residència
| - Sheila Adams, Frome - Angela Anderson, London S.W.1 - Gillian Ansdell, Shillingford - Michael Ashcroft, Oxford - Doreen Aston, Sutton Coldfield - Oliver Atkin, London S.W.13 - Nancy Atkins, Nailsworth - Ruth Attenborough, Sandiacre - D. Bacon, Leicester - Anne Baker - F. Bareham, London W.13 - Peggy Beach, Edenbridge - Jean Beech (Mrs Jean Prest), Berkhamstead - Barbara Birkby, Bromley - Avis Boaden, Marlborough - June Boulton, Cleaden - Betty Bowden, Horam - Margaret Bower, Putney - Betty Boyd, Stanmore - Jean Bradridge, Chelmsford - Pamela Brennan, Cambridge - Peter Broadbent, Roundhay - Anne Brown, Woldingham - Catherine Brown, Harrogate - P.D. Brown, Wisbech - Pauline Bruce, Abington - Marjorie Bruton, Stourbridge - Audrey Buckfield, London S.E.12 - Judy Bucknall, Birmingham - Margaret Buller-Leyborne-Popham, Pensford - Rosamund Busby, Birmingham - Howard Campaigne, Minneapolis - H.J. Cane, Morden - May Cann, Ellacombe - Patricia Cannell, Chippenham - Arthur Chamberlain - Malcom Alfred Chamberlain ("Mac"), Cheltenham - Marigold Charlesworth, Horsted Keynes - Betty Cheel, Harrow - Leslie Chown, Wolverhampton - J.B. Clayton, Ickenham - Muriel Clayton, Liverpool - Bernadette Cleary, Manchester - Dorothy Clemmit, Middlesbrough - Tom Collins - Barbara Cooper, Ealing - Pam Cordwell, Eccles - Shirley Cottrell, Harrow - Nancy Creed - Frank Crofts, Preston - Michael Crum, Oxford - Gillian Dale, Dulwich - Cecily Dalrymple-Hay (Mrs Cecily Jackson), Petworth - Patricia Davis, Worthing - Sheila Deacon, Ellesmere - Olive Dean, Wimbledon - Barbara Dixon, London N.W.2 - George Dixon, Arlington, USA - Sylvia Dixon, West Kirby - Dorothy Du Boisson, Ruislip - Harry Fensom, Romford - Margaret Flack, North Finchley - Neville Fowler, Leicester - Frank Francis, Eltham - Sonia French, Cambridge - Margaret Gardner, Blackhill - Dave Geary - D.P. Gerry, Wallington | - Alan Gibbs, Smethwick - Celia Gibson, Kegworth - K.H. Godfrey, Toddington - Jack Good, Hendon - Strad Graham, London W.12 - Judith Graves, Thames Ditton - Audrey Gray, Purley - Sandy Green - Nancy Greig, Brighton - Rene Griffiths, Eastham - John Groves, Harrow - Doreen Guest, Sittingbourne - D.H.S. Hall, Kingston - Ken Halton, Leeds - Margaret Hamlin, London N.W.4 - Valerie Hancox, Norton Malton - Judith Harris, Farnborough - Catherine Harvey (Mrs Catherine Caughey), Swindon - Clare Hayter, Lyme Regis - Gil Hayward - Elizabeth Henson, Taynuilt - John Herivel - Audrey Hickey, Enfield - Joan Highmore, Salisbury - Sgt. Hill, Hendon - Alan Hogben, East Molesey - Rosemary Hole, Broxbourne - Annette Hollis, Bristol - Don Horwood, London E.17 - J. Huddleston, Ulverston - Helen Hughes-Chamberlain, Northwood - Walter Jacob, New York, USA - Dorothy Jacques, Wolverhampton - Margaret James, Hatch End - Sue James, Blandford Forum - June Johnson, Wimbledon - R.O.R. Jones, London N.4 - Josie Kennett, London S.E.8 - Rachel Kimber, Bristol - Pam Knights, Southport - Kenneth Le Couteur, Cambridge - Sheila Leitch, Greenlaw - Arthur Levenson - Betty Lewis, Hereford - G.L. Lewis, Thornton Heath - Margaret Lord, Oldham - Margaret MacAdam, Beaconsfield - Elsie MacMillan, Campbelltown - J.L. Maile, Ruislip - John Marriott, Prestatyn - Barbara Mauritzen, Newbridge, Edinburgh - J.Y. McChesney, Edinburgh - Eddie Meads, Edgware - Donald Michie - Shirley Miles, Gosforth - Elizabeth Miskin, Borough Green - Tim Moilien, Coon Valley, USA - Muriel Morgans, Saxmundham - Odette Murray (Mrs Odette Wylie) - Ken Myers, Grantham - Max Newman - Muriel Newns, Reigate - Sybil Nichols, Carshalton - R.A. Notman, Edinburgh - W.J.O. O'Donnell, Holyoke, USA - Dorothie O'Kelly, Chipperfield - Betty Oliver, Coventry - Patricia O'Neal, Wiveliscombe | - Eleanor Outlaw (Mrs Eleanor Ireland), Berkhamstead - Betty Pakenham-Walsh (Mrs Betty Higgins), Headington - Joyce Palethorpe, Barnet - Joy Palmer, Acton - Sylvia Palmer, Northwood - Anne Paton, Odiham - Elizabeth Pellow, London S.W.16 - Margaret Perry, Towcestor - A.R. Philie, London W.C.1 - Marigold Philips, Derby - Lorna Pickering, London N.20 - Shirley Pierpoint, Wigan - Gordon Preston, Carlisle - Hilda Preston, Preston - David Rees - Vivien Rhodes, Tiverton - E.H. Ridgway, Nether Edge - Ann Robb, Cambuslang - R.A. Robinson, Norwich - J.W. Robson, Hounslow - Dawn Romanis (Mrs Dawn Shelton), Lydford - Pamela Roscow, Camberley - Sally Russell, Whitecross - Betty Sharman, Leicester - Pamela Skillington, Oakham - Anita Skjold, London S.E.2 - Pauline Smith, Chelmsford - Sheila Staley, Bexhill - Janet Stokell, Edinburgh - Joan Stott, Romiley - Kathleen Stradling, Lechlade - B. Stratford, Plymouth - Gillian Sutton, Swindon - Joyce Sweeny, Birkenhead - J.Y. Tait, Edinburgh - C.D. Thompson, Ipswich - Jean Thompson, Putney - Anne Thomson, Glasgow - Norman Thurlow, London N.14 - Geoffrey Timms, Wetherby - Bill Tipler, Norwich - Joan Tollit, Northwood - Pat Trueman, Haywards Heath - Barbara Tucker, Cardiff - Molly Turner, Worcestor Park - Joyce Tyler, South Harrow - Valerie Veney, Southport - Meg Vere-Hodge, Woodford Green - George Vergine, Arlington, USA - Anne Walker, Dollar - Hope Walker, Manchester - Kay Walpole, Limpsfield - Geoff Ward, Sherwood - Philip Watson, Cottingham - T.J.A. Watters, Twickenham - Sheila Wedge, Worcestor - Henry Whitehead, Oxford - Beryl Wildey, Carshalton - Iris Wilkinson, Guildford - Anne Williams, Worthing - Dick Wilson, Cricklewood - Barbara Woodman, Worcestor - Colin Woods, Leicester - John T Wright, Cheltenham - Roy Wright, Liverpool - Veronica Wright, Nottingham - Shaun Wylie, Byfleet - K.D. Zeeman, Edinburgh |